# Monte Orohena
Il monte Orohena è una montagna di 2.241 metri, situata nella zona centrale dell'isola di Tahiti, nella Polinesia francese. È il punto più alto della Polinesia francese e la settima montagna al mondo per isolamento topografico. Amministrativamente fa parte del comune di Mahina.

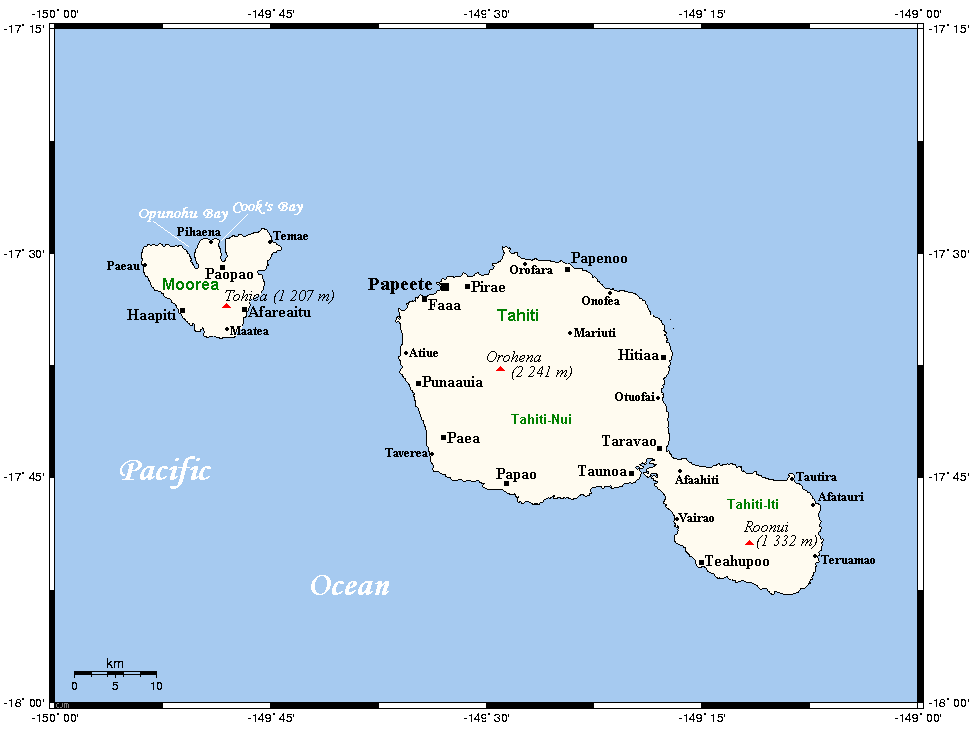
Il Monte Orohena è situato al centro dell'isola di Tahiti